# Turn- und Sportverein Stahl Riesa
Il TSV Stahl Riesa è una società di calcio tedesca di Riesa, Sassonia. Attualmente milita in Bezirksklasse Dresden, settima divisione del calcio tedesco.

## Storia
Il club è stato fondato nel 1903 come SC Riesa nella cantina del pub locale "Bodega" ed è stato rinominato due anni dopo Riesaer SV. Nel 1917 si unì all'FC Wettin e cominciò a giocare come squadra locale fino a quando nel 1936 non fu promossa in Gauliga Sachsen, una delle sedici massime divisioni nate dopo la riforma del calcio tedesco da parte del Terzo Reich.
Dopo la fine della seconda guerra mondiale, il club fu chiuso e successivamente riaperto alla fine del 1945 con il nome di SG Riesa. Tre anni dopo creò un sodalizio economico con la locale acciaieria che fece cambiare denominazione alla società in BSG Stahl Riesa. Dal 1952 al 1957 la squadra giocò in modo indipendente fino a quando non venne incorporata nello sport club. Il club venne promosso in seconda divisione nel 1955 e nel 1968 venne promosso per la prima volta in DDR-Oberliga, la massima divisione del calcio tedesco-orientale. Su venti campionati, lo Stahl ne giocò sedici in massima divisione finendo però quasi sempre ai margini della zona retrocessione. Il suo migliore risultato fu il sesto posto alla fine del campionato 1974-75.
Dopo la riunificazione tedesca nel 1990, il club prese il nome di FC Stahl Riesa, ma dopo un anno lo cambiò con il nome che aveva prima del secondo conflitto mondiale, ovvero Riesaer SV. Per scongiurare i problemi economici accorpò in sé diverse squadre, tra le quali il Riesaer SV Blau-Weiß (1996) e l'SC Riesa-Röderau - già Chemie Riesa - (1998). Inizialmente inserita in Amateur Oberliga Nordost-Sud, il club presto retrocesse in Landesliga Sachsen (V).
All'inizio del nuovo millennio la squadra venne rinominata FC Stahl Riesa. Ma sfortunatamente la società, come molti club della ex-Germania Est, si trovò in gravi problemi finanziari e nel 2002 dovette dichiarare bancarotta per insolvenza; pertanto, il 30 giugno 2003 il club fu dissolto. Successivamente un gruppo di ex allenatori e di ex giocatori, ricrearono la squadra con il nome di TSV Stahl Riesa e ripartirono dalla 2. Kreisklasse Riesa-Grossenhain (IX), ma alla fine della stagione 2006-07 la compagine si è guadagnata l'accesso in Bezirksklasse Dresden (VII).